# Rubroboletus rhodoxanthus
Rubroboletus rhodoxanthus (Julius Vincenz von Krombholz, 1836 ex Kuan Zhao și Zhu-Liang Yang, 2014), sin. Boletus rhodoxanthus (Julius Vincenz von Krombholz, 1836 ex Franz Joseph Kallenbach, 1925), din încrengătura Basidiomycota în familia Boletaceae și de genul Rubroboletus este o specie de ciuperci micorizante (formează micorize pe rădăcinile de arbori), indicată în acest articol drept necomestibilă. O denumire populară nu este cunoscută. Acest burete destul de rar care însă rămâne fidel amplasamentului, dezvoltându-se acolo uneori în număr mai mare, trăiește în România, Basarabia și Bucovina de Nord doar sporadic izolat, în primul rând în grupuri mai mici, preferat în regiuni călduroase și însorite, pe sol calcaros, în pădurile de foioase și în cele  mixte sub fagi și stejari. Apare de la câmpie la deal, dar nu în regiuni submontane și montane, din iunie până în septembrie.

## Taxonomie

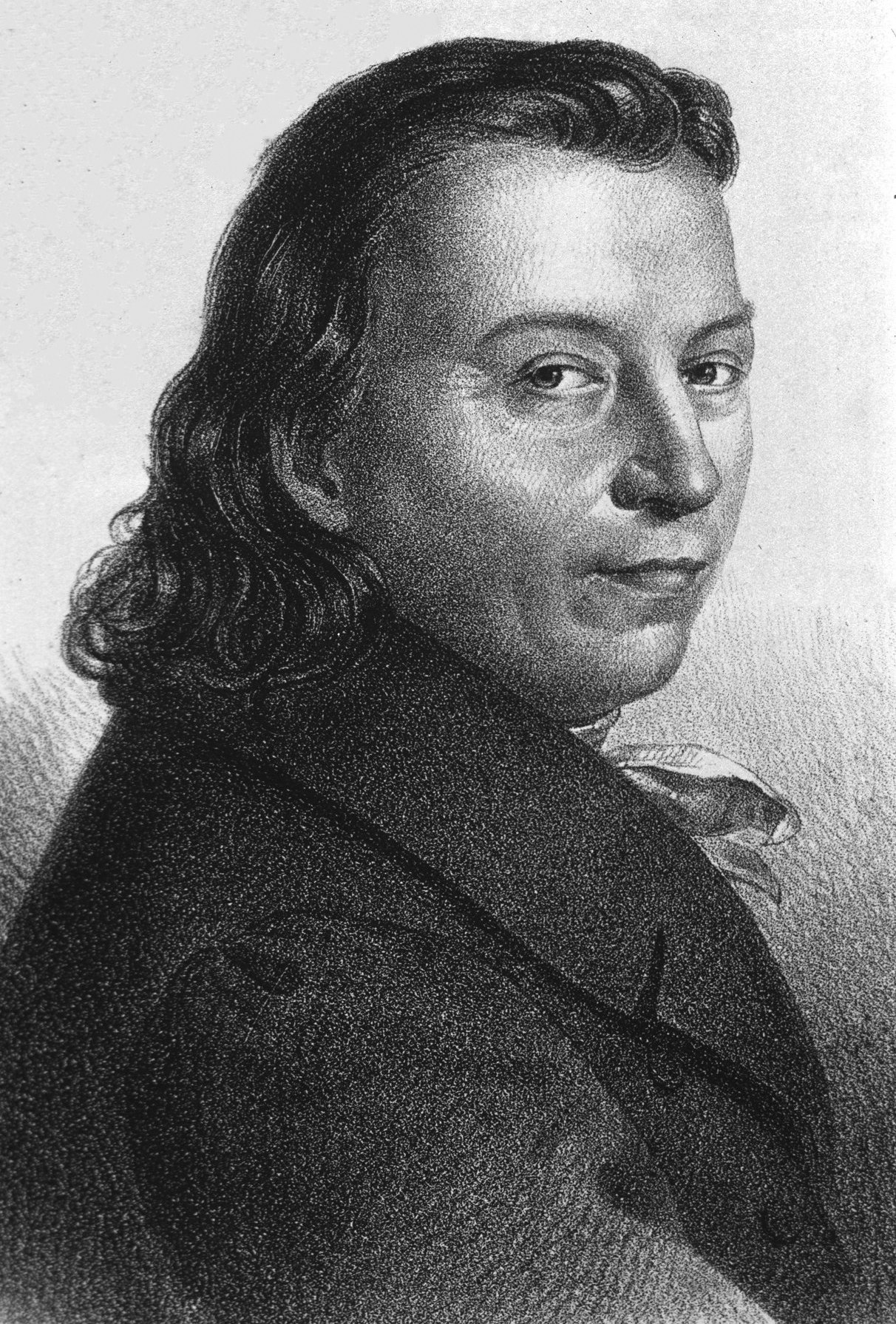
J. V. von Krombholz

Numele binomial Boletus sanguineus var. rhodoxanthus a fost determinat de micologul austriac Julius Vincenz von Krombholz în volumul 5 al operei sale Naturgetreue Abbildungen und Beschreibungen der Schwämme din 1836.
În anul 1925, specia a fost recombinată de micologul german Franz Joseph Kallenbach (1893-1944) sub numele Boletus rhodoxanthus în volumul 5 al Die Röhrlinge und Blätterpilze (Agaricales) precum în volumul 25 al jurnalului micologic Zeitschrift für  Pilzkunde, nume valabil până în 2014, fiind întrebuințat în aproape toate lucrările micologice până în prezent. 
În sfârșit, în 2014, micologii chinezi Kuan Zhao și Zhu-Liang Yang au creat noul gen Rubroboletus și au transferat specia într-acolo sub păstrarea epitetului, de verificat în volumul 188 al jurnalul științific Phytotaxa din 2014. Acest taxon este numele curent valabil (2020).
Denumirile Boletus rhodopurpureus var. rhodoxanthus a lui Marcel Bon din 1985 și Suillellus rhodoxanthus a lui Jaime Blanco-Dios din 2015 sunt acceptate sinonim.
Epitetul se trage din cuvintele limba greacă veche (greacă veche ρόδο=roză, de culoarea rozei) și (greacă veche ξανθός=galben, gri-gălbui, galben-roșiatic, maroniu), datorită aspectului.

## Descriere

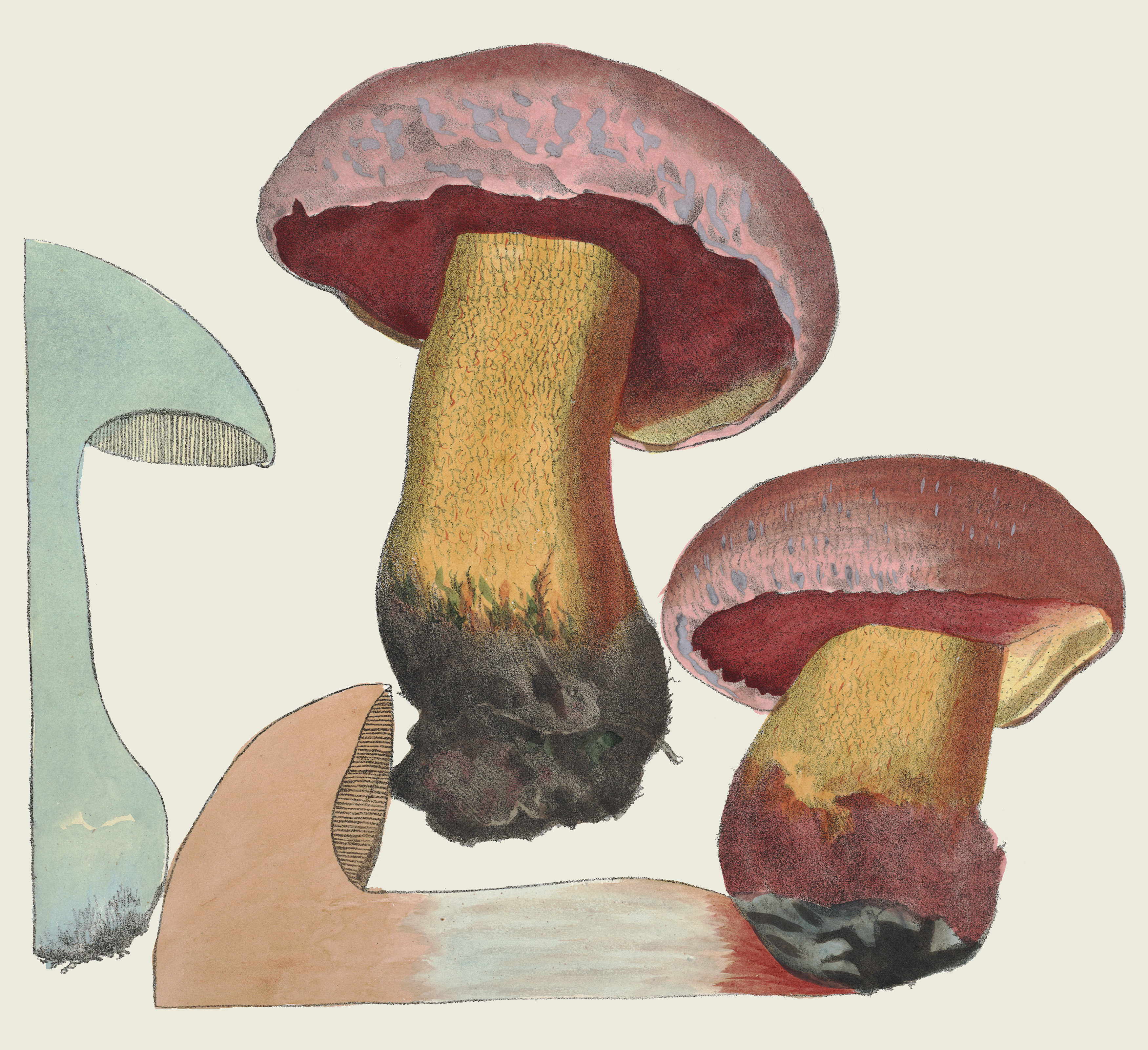
Krombh.: B. sanguineus var. rhodoxanthus

- Pălăria: compactă și cărnoasă cu un diametru de 6-14 (18)cm este la început emisferică cu marginea rulată spre inferior, apoi convexă în formă de pernă. Nu se aplatizează complet. Cuticula uscată până ușor lipicioasă, cu o suprafață la început fin pâsloasă până mată, în vârstă goală și ceva lucioasă, atunci ocazional și ceva solzoasă, este în tinerețe de colorit albicios, gri-albicios deschis gri-măsliniu sau bej până slab ocru, mai târziu, începând de la margine, cu nuanțe de roz și la umezeală cu pete roșiatice. La bătrânețe, cuticula devine adesea complet rozalie sau brun-rozalie și capătă la secete uneori rupturi mici superficiale. Locurile roase de animale sunt galben de lămâie și în sub-cuticulă roșiatice. Nu se decolorează după apăsare.
- Tuburile și porii: sporiferele care sunt ușor de îndepărtat de pălărie au o lungime de 1-2,5 (3)cm. Coloritul este gălbuie până puternic galben, mai târziu galben-verzui, devenind imediat albăstrui după tăiere. Porii minusculi, rotunjor-unghiulari, inegali și ceva neregulați sunt inițial de culoarea tuburilor, devenind cu timpul mai întâi galben-aurii, apoi, începând de la picior, saturat carmin-rozalii până roșu-sângerii, la bătrânețe roșu-portocalii până verde-măsliniii, pătând albastru-verzui după apăsare. În jurul marginii rămâne o bandă galbenă.
- Piciorul: cărnos, tare și plin are o lungime de 5–10(14)cm  și o grosime de 2–5(6)cm este la început bulbos sau în formă de măciucă, apoi însă, cu avansarea la vârstă, cilindric. Coaja netedă și galben-aurie până galben-portocalie este acoperită cu o grilă roșu-purpurie mai puțin distinctă, fiind în plus presărată cu punctulețe de aceiași culoare (de văzut sub lupă), dar rămânând spre vârf gălbuie, iar spre bază carmin până sângerie și la fund nu rar palid gri-albicioasă cu un miceliu bazal slab gălbui. Nu prezintă un inel.
- Carnea: tare în picior și puțin mai moale în pălărie, este galben-palidă, galben de lămâie sau crom-gălbuie, sub cuticulă roșiatică și spre baza tijei marmorată vinaceu până maroniu. După tăiere se colorează în pălărie intens albastru, în zona piciorului mult mai slab și numai în partea de sus. Mirosul este destul de vag, slab amărui și gustul blând.[3][4]
- Caracteristici microscopice: sporii de culoarea  mierii sunt netezi, elipsoidali până fusiformi cu pereți destul de groși, slab amilozi (ce înseamnă colorabilitatea structurilor tisulare folosind reactivi de iod), având o mărime de 10-15 (15,5) x 4-5,5 (6) microni. Pulberea lor este brun-măslinie. Basidiile clavate cu 2-4 sterigme fiecare măsoară 25-40 × 9-13 (15)  microni. Pileocistidele (elemente sterile de pe suprafața pălăriei) cu o lățime de 2,5–9 µm sunt un trichoderm (perpendicular pe suprafața pălăriei) de hife cilindrice septate, întrețesute și uneori incrustate fin. Pleurocistidele (elemente sterile situate în himenul de pe fețele lamelor) sunt veziculoase, cheilocistidele (elemente sterile situate pe muchia lamelor) fusiform-bulboase până la forma de sticlă, ambele cu pereți subțiri. Ele apar mai împrăștiate la pori, dar devin cu o lungime de până la 50 µm mai mari acolo. Fibule n-au fost observate.[12][13]
- Reacții chimice: cuticula se decolorează roșu cu acizi ca de exemplu cu acid azotic, Acid clorhidric sau acid sulfuric, carnea cu hidroxid de potasiu maroniu chamois[14][15] și, odată tamponată cu guaiacol, marginile petei devin albastru deschis. Baza piciorului se decolorează cu Reactivul Melzer⁠(en)[traduceți]. [12]

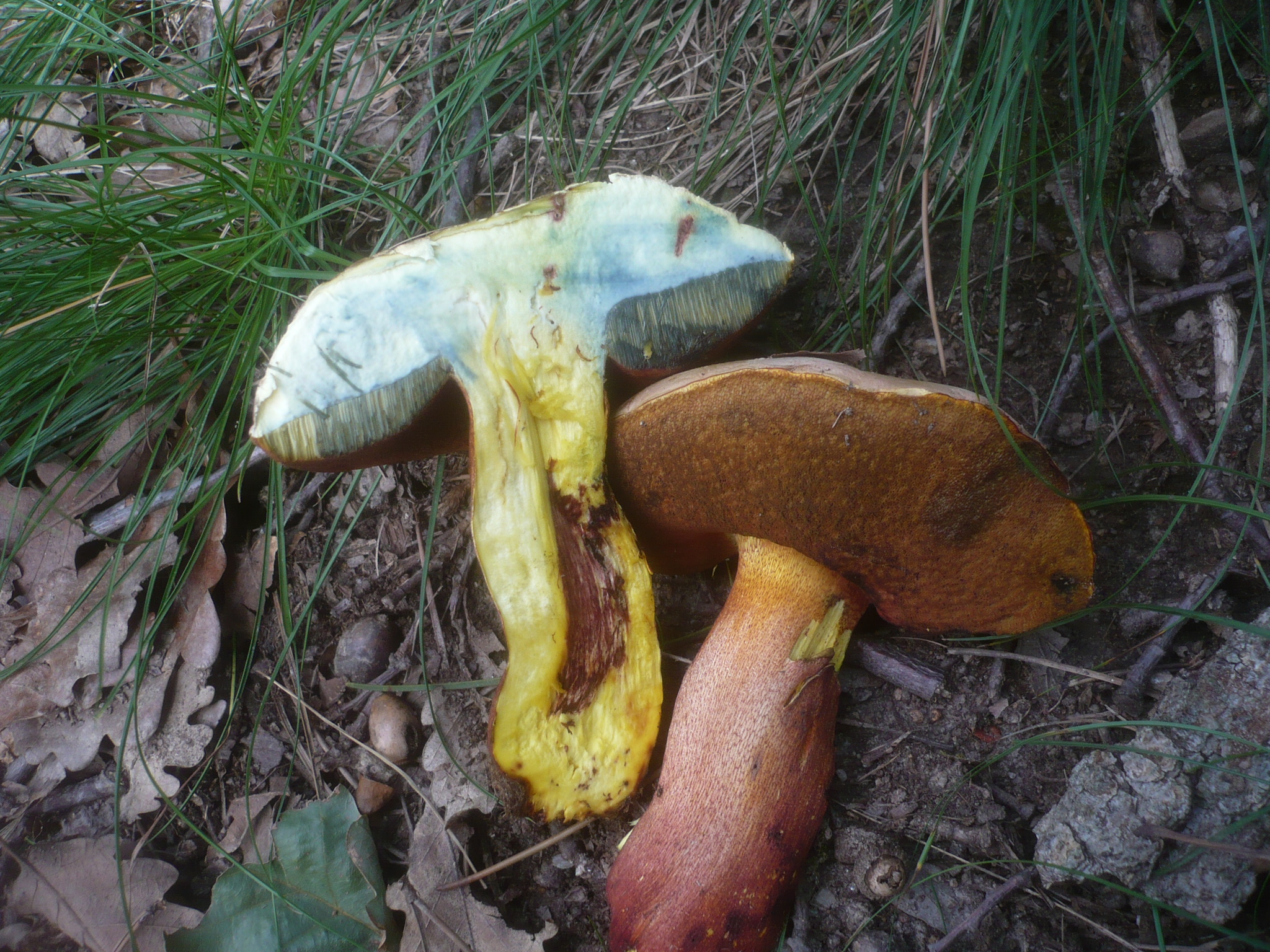
R. rhodoxanthus, secțiune longitudinală
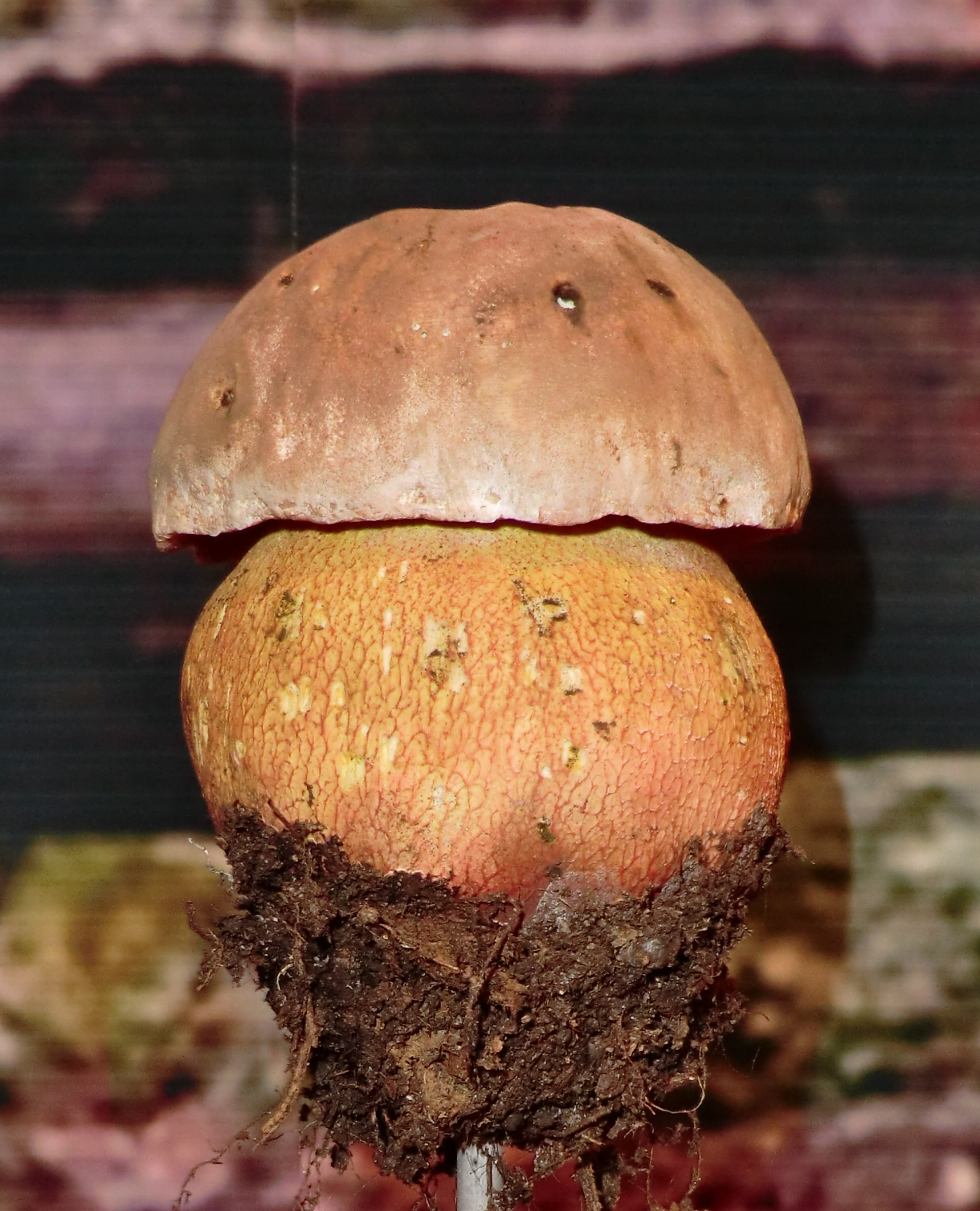
R. rhodoxanthus tânăr
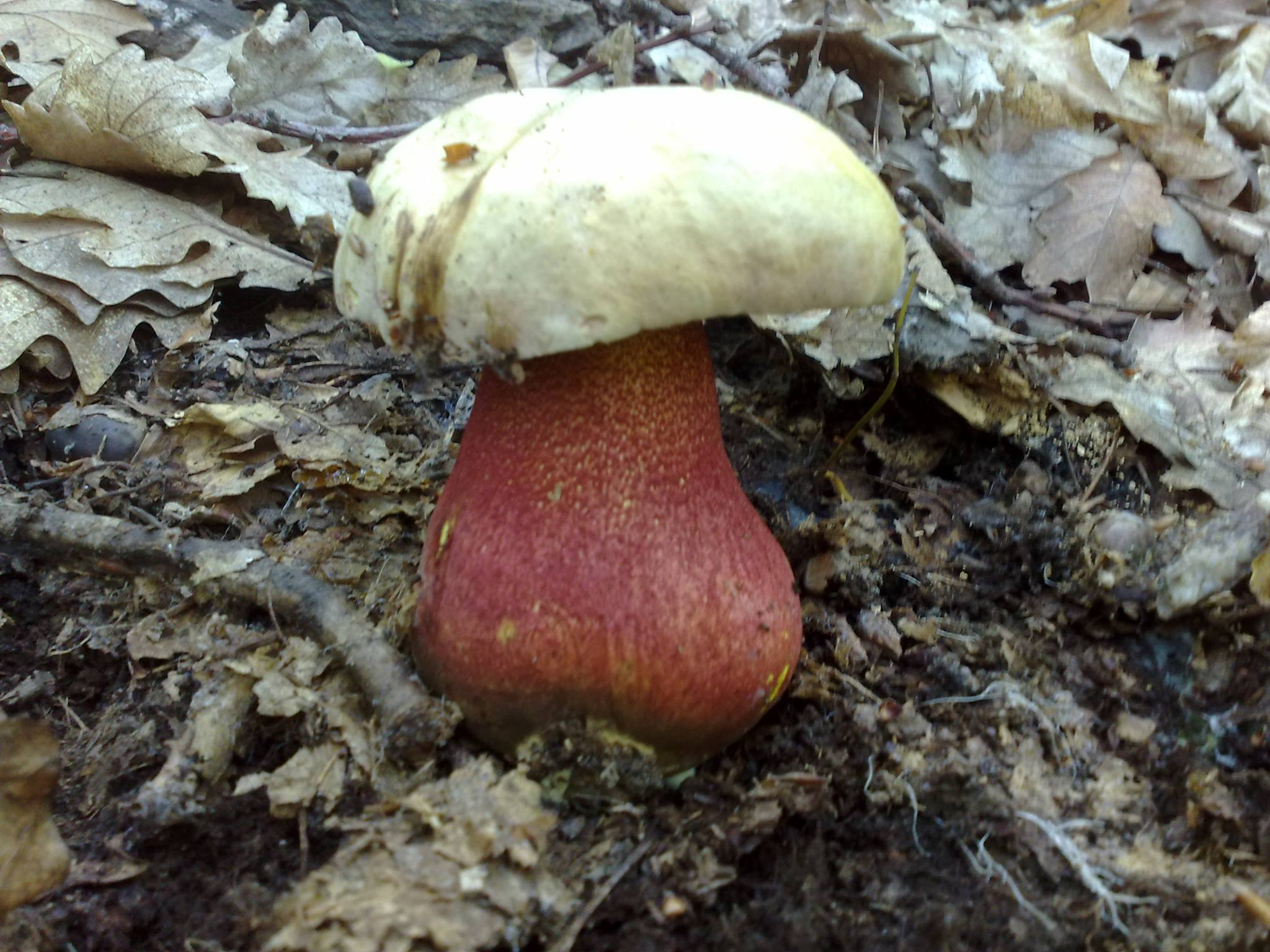
R. rhodoxanthus, matur, aspect lateral
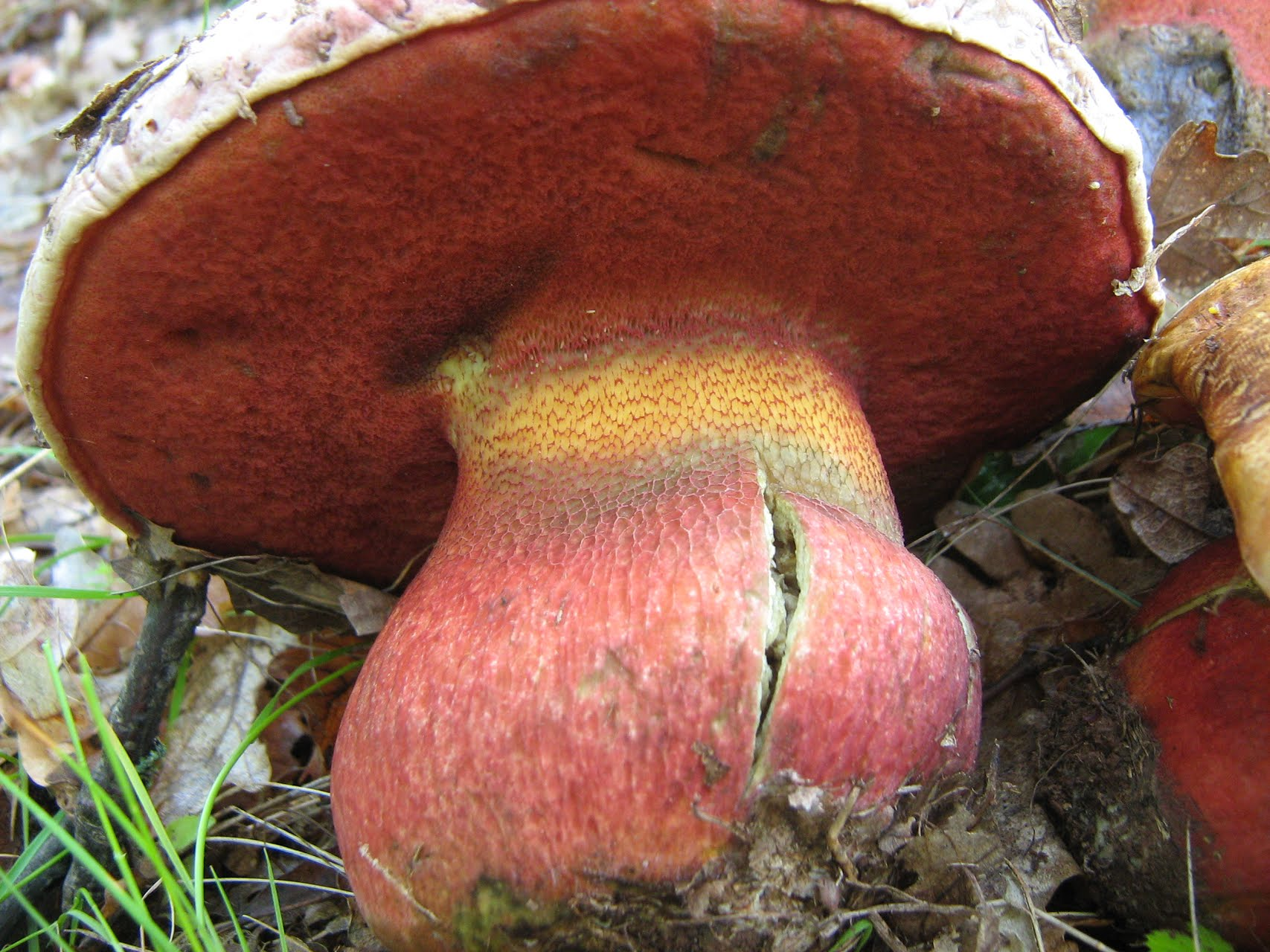
R. rhodoxanthus maturi, pori și picior
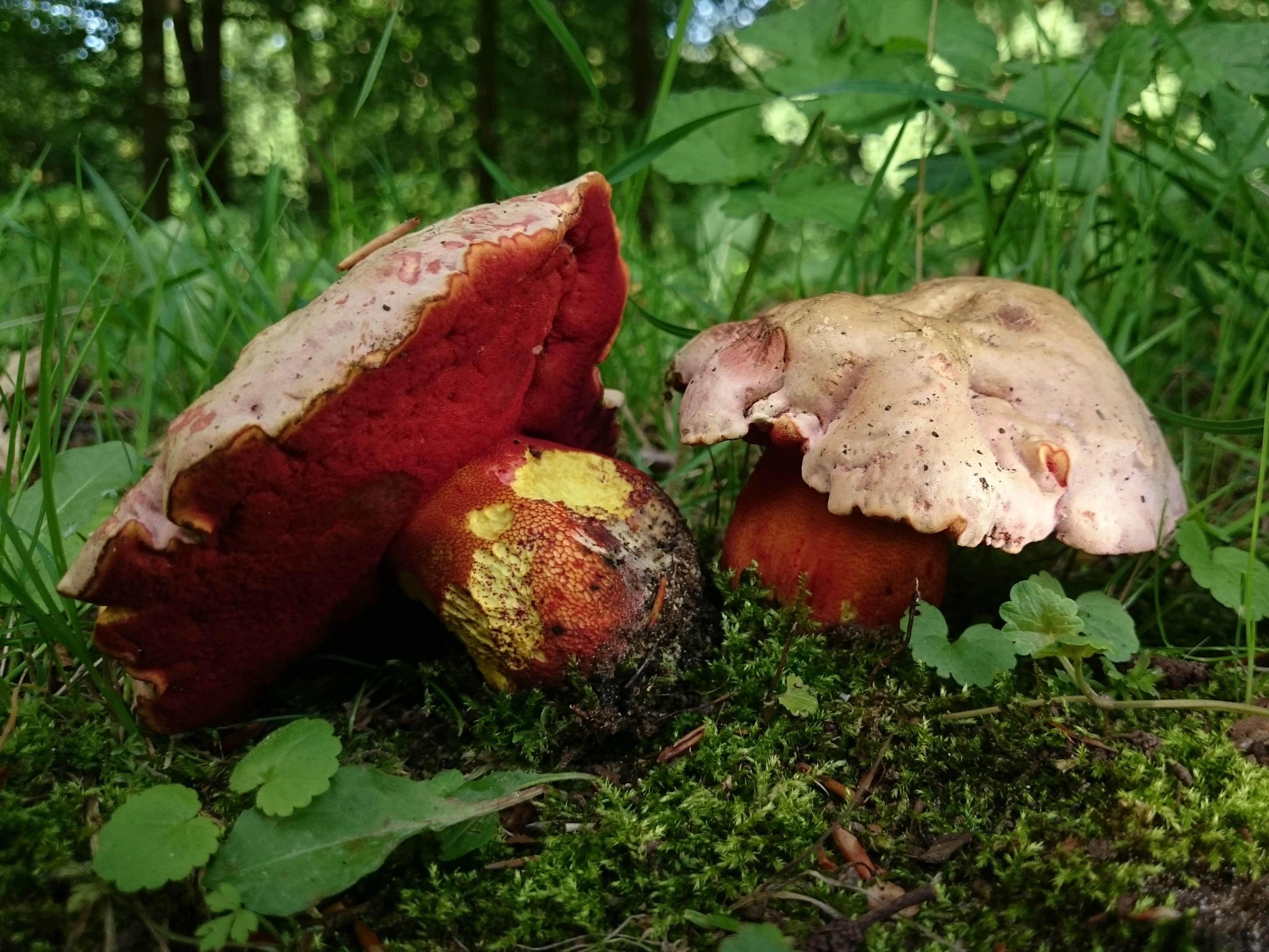
R, rhodoxanthus bătrân

## Confuzii
Există mai multe ciuperci asemănătoare cu Rubroboletus rhodoxanthus, în special buretele dracului. Unele sunt otrăvitoare sau necomestibile, altele sunt savuroase. Câteva exemple:
- Bureți otrăvitori sau de valoare neclară: Boletus splendidus ssp. moseri,[16] Imperator luteocupreus sin. Boletus luteocupreus,[17] Imperator torosus sin. Boletus torosus (probabil otrăvitor),[18] Rubroboletus eastwoodiae (otrăvitor, asemănător în aspect cu buretele dracului, încă nu găsit în Europa),[19], Rubroboletus legaliae sin. Boletus legaliae, Boletus satanoides, ( foarte similar, suspect, crud mereu foarte toxic),[20] Rubroboletus lupinus (otrăvitor),[21], Rubroboletus purpureus (otrăvitor, gust tare neplăcut),[22] Rubroboletus rubrosanguineus (poate otrăvitor),[23] Rubroboletus satanas.[24]
- Bureți necomestibili: Boletus calopus (foarte amar),[25] Boletus permagnificus.[26]
- Bureți comestibili: Boletus erythropus sin. Boletus luridiformis (foarte gustos),[27] Boletus luridus (foarte gustos),[28] Boletus pulverulentus (de calitate mediocră),[29] Rubroboletus dupainii (comestibil).[30]

## Specii asemănătoare în imagini

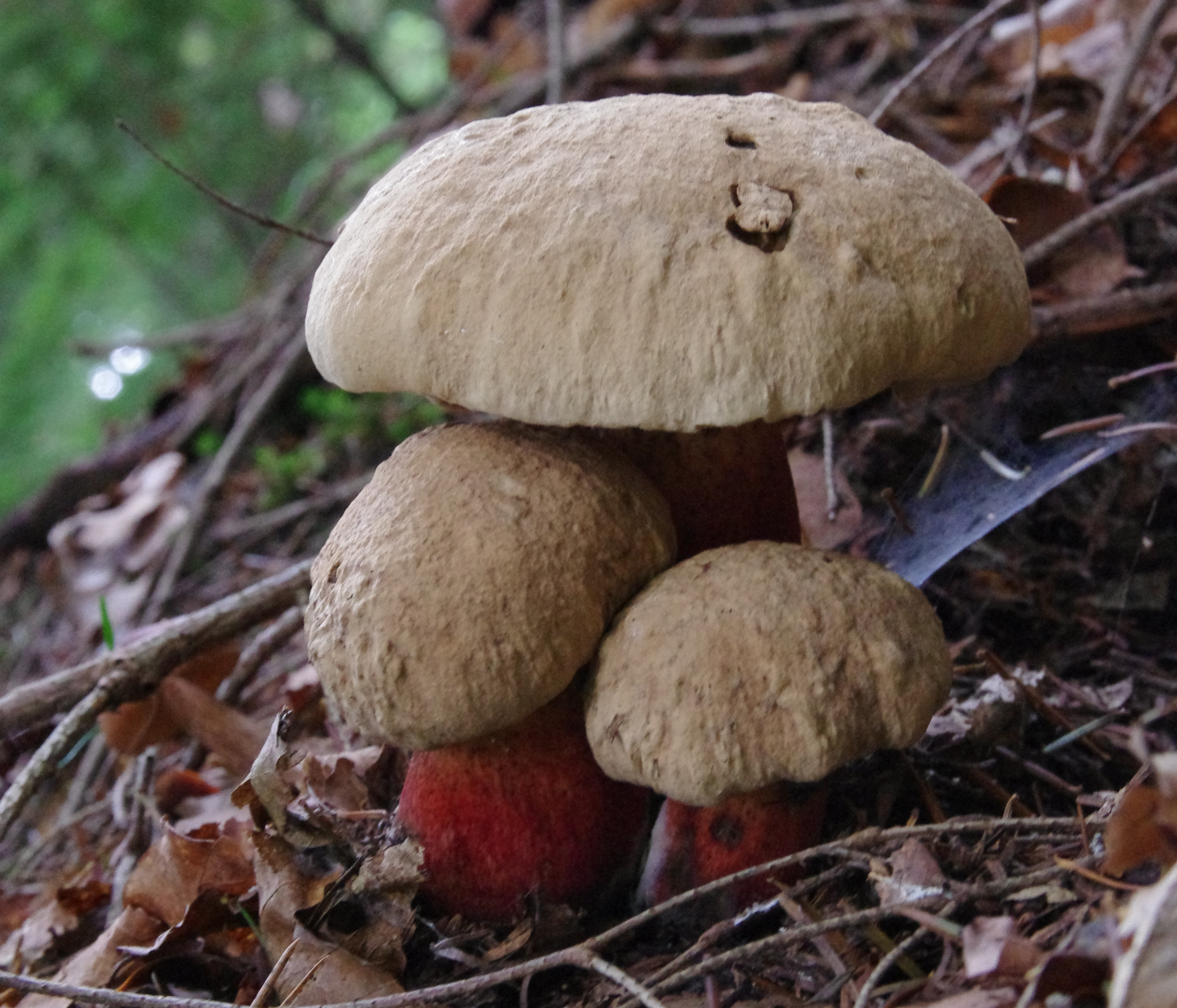
!Boletus calopus!
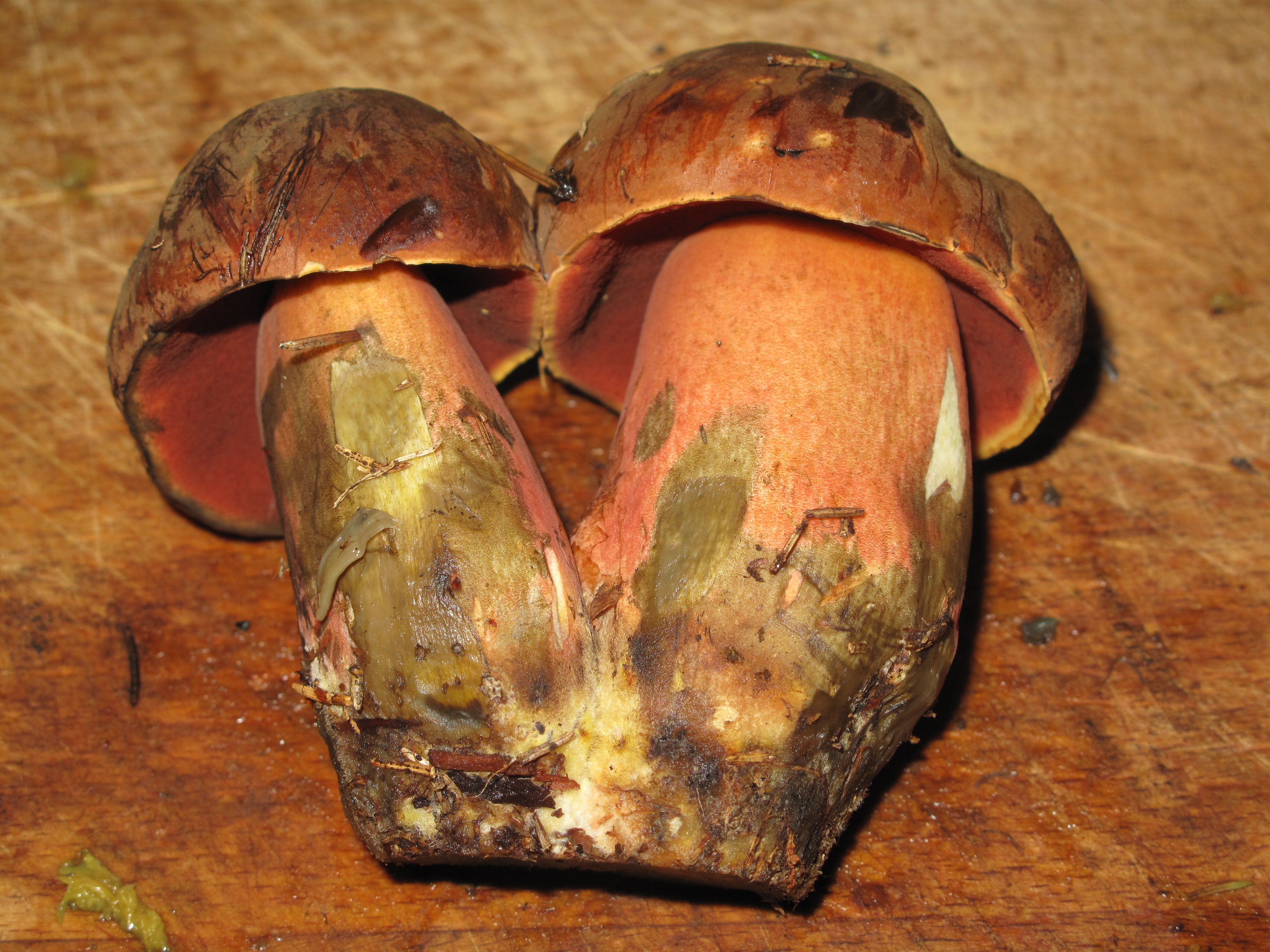
Boletus erythropus
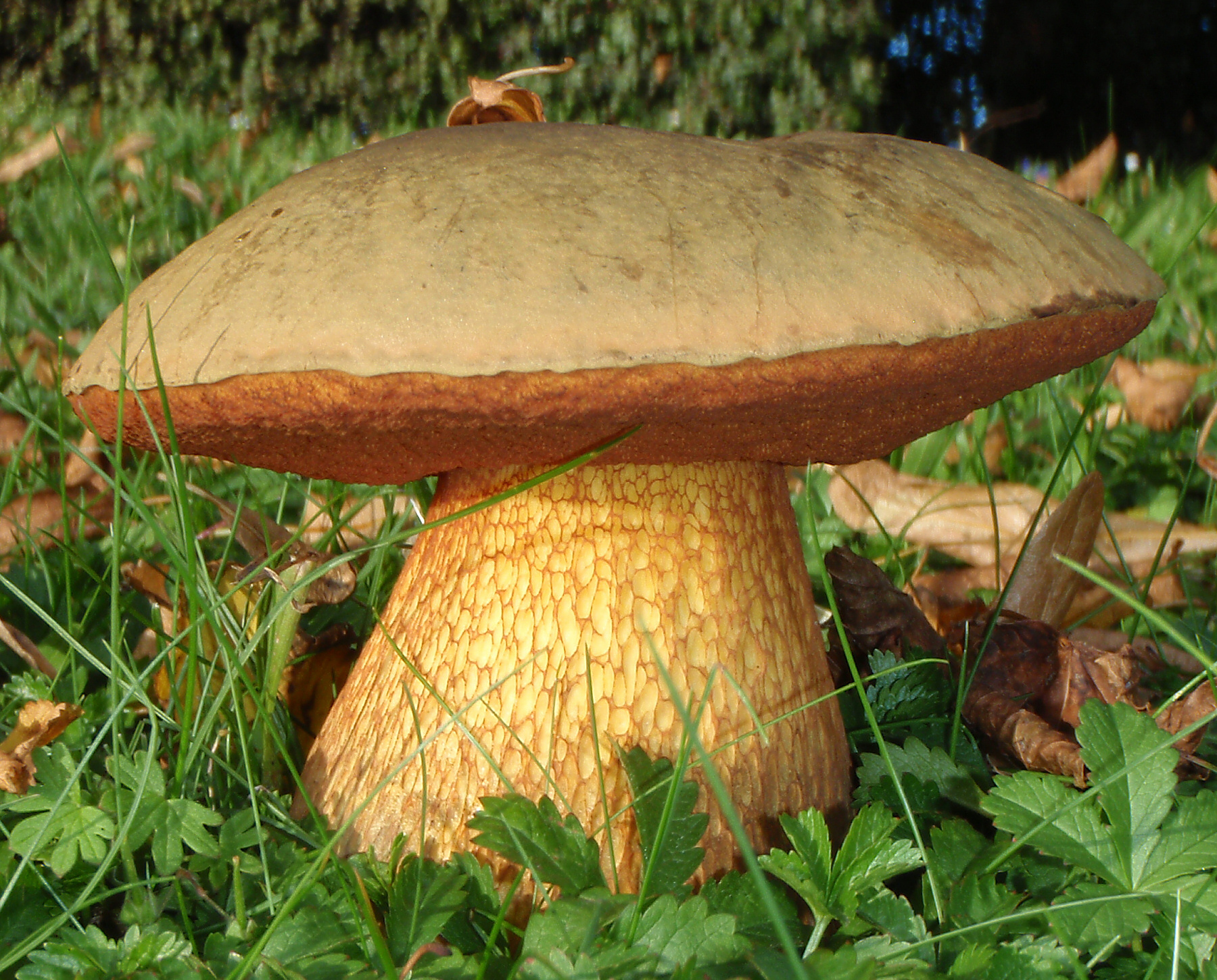
Boletus luridus
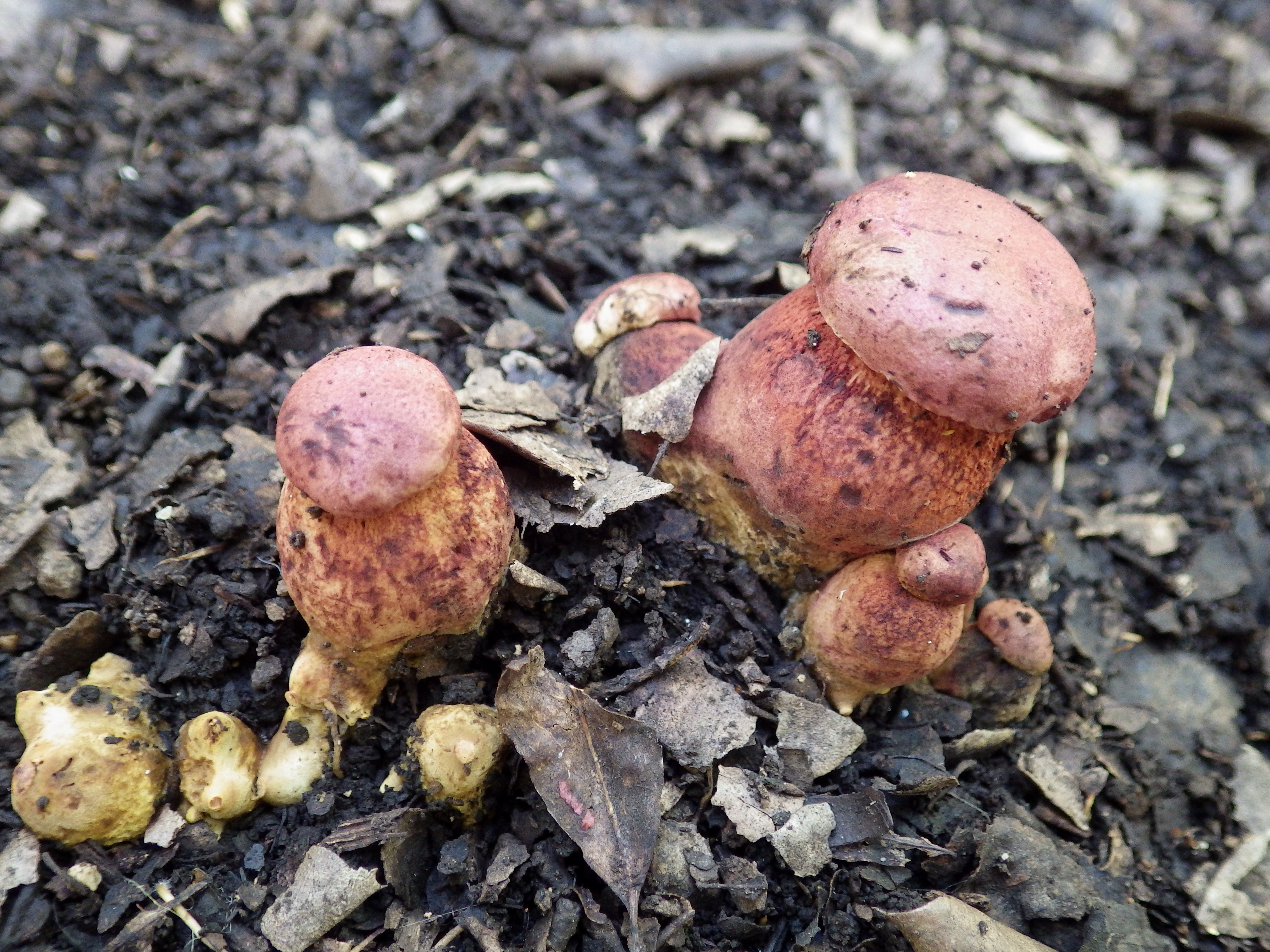
!Boletus permagnificus!
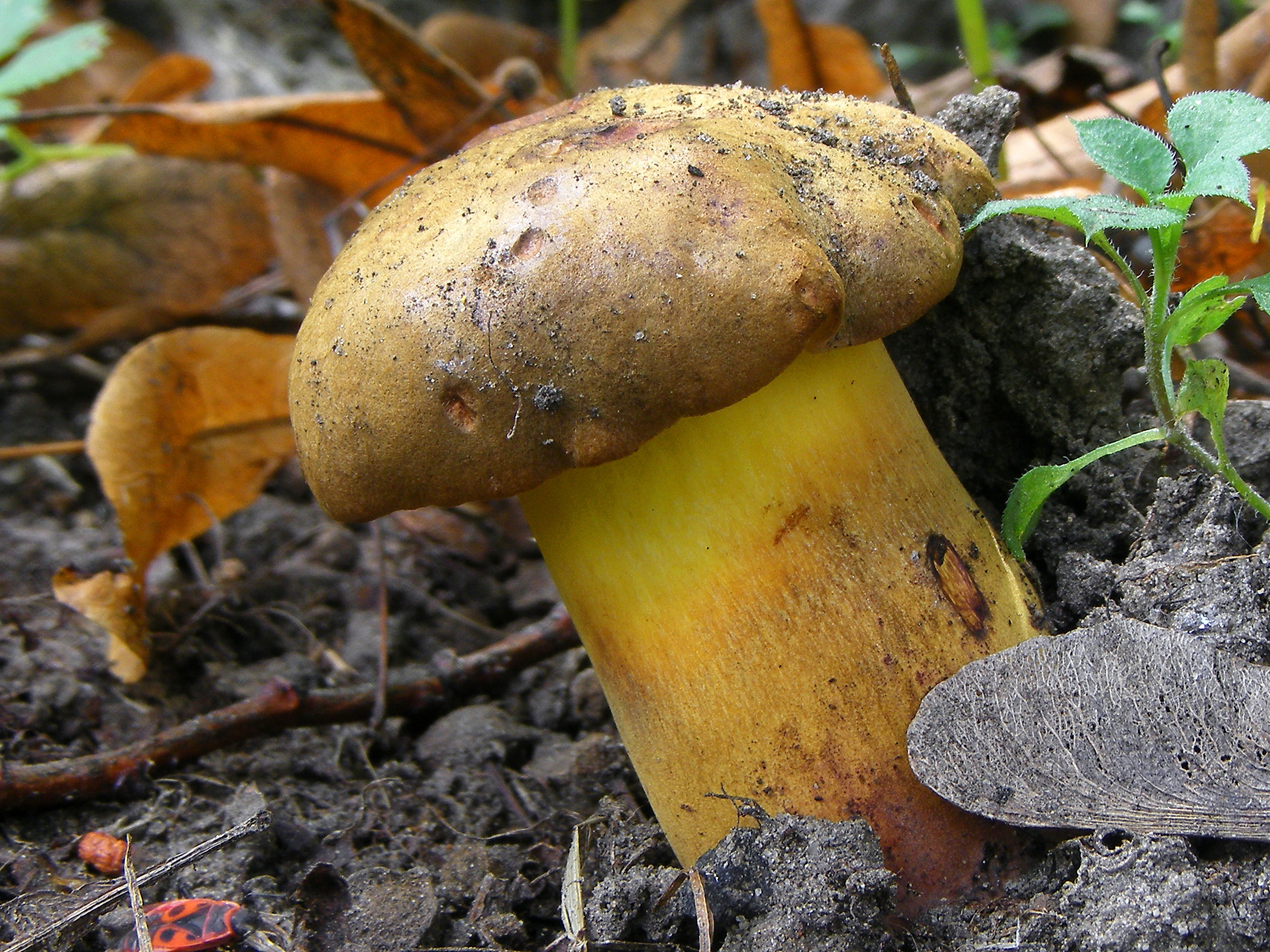
!Boletus pulverulentus!
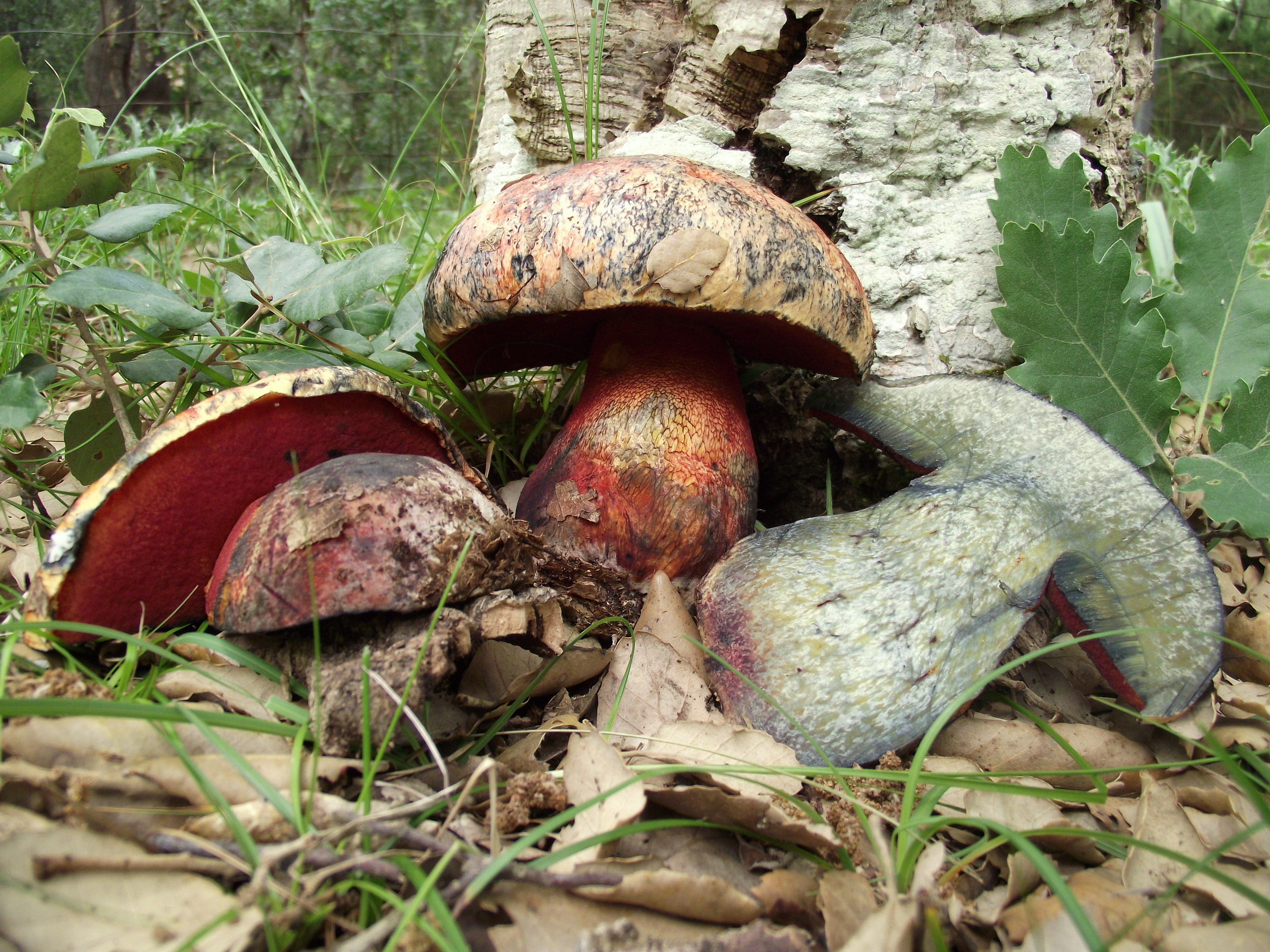
!!Imperator luteocupreus sin. Boletus luteocupreus!!
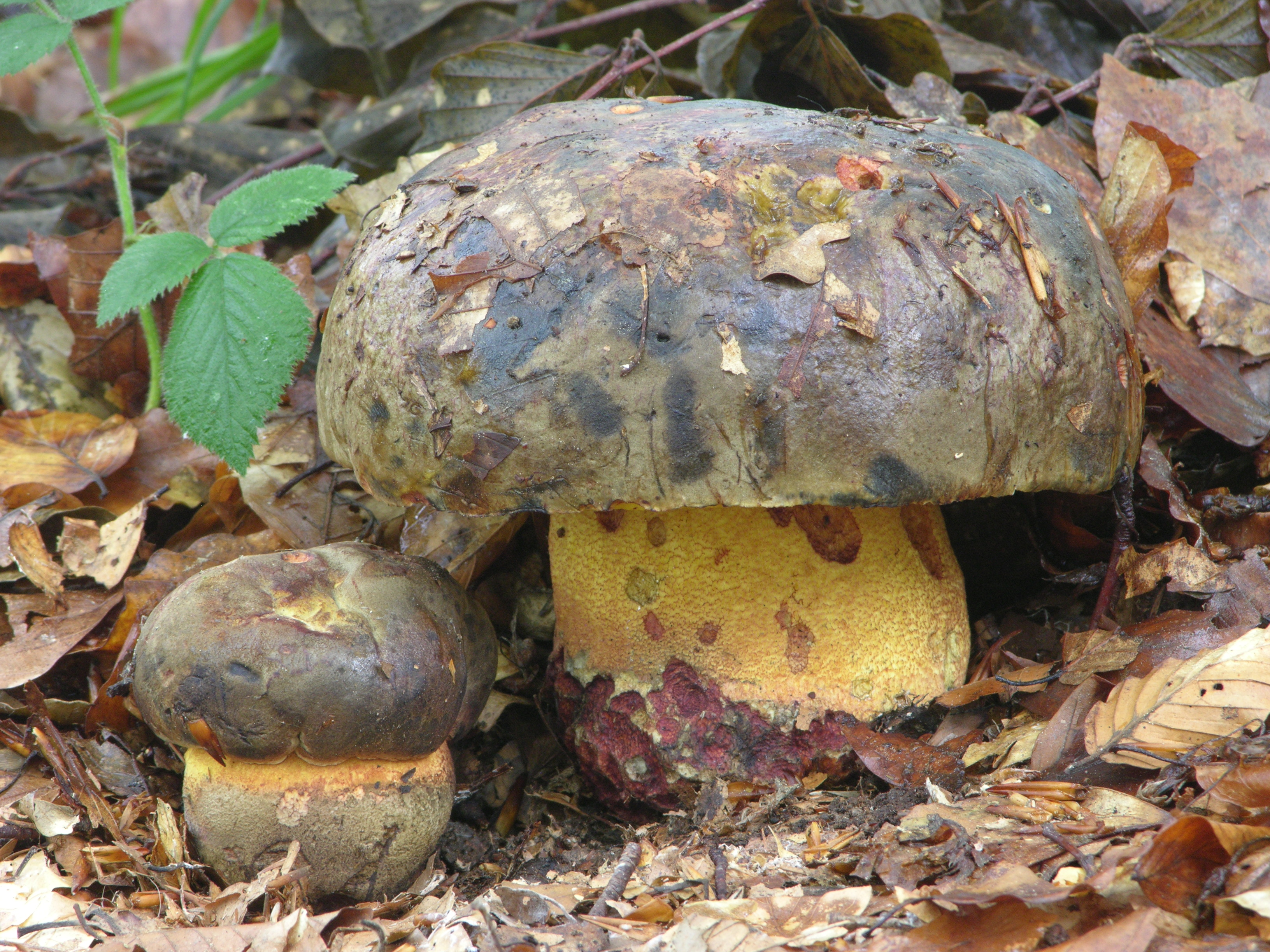
!!Imperator torosus!!
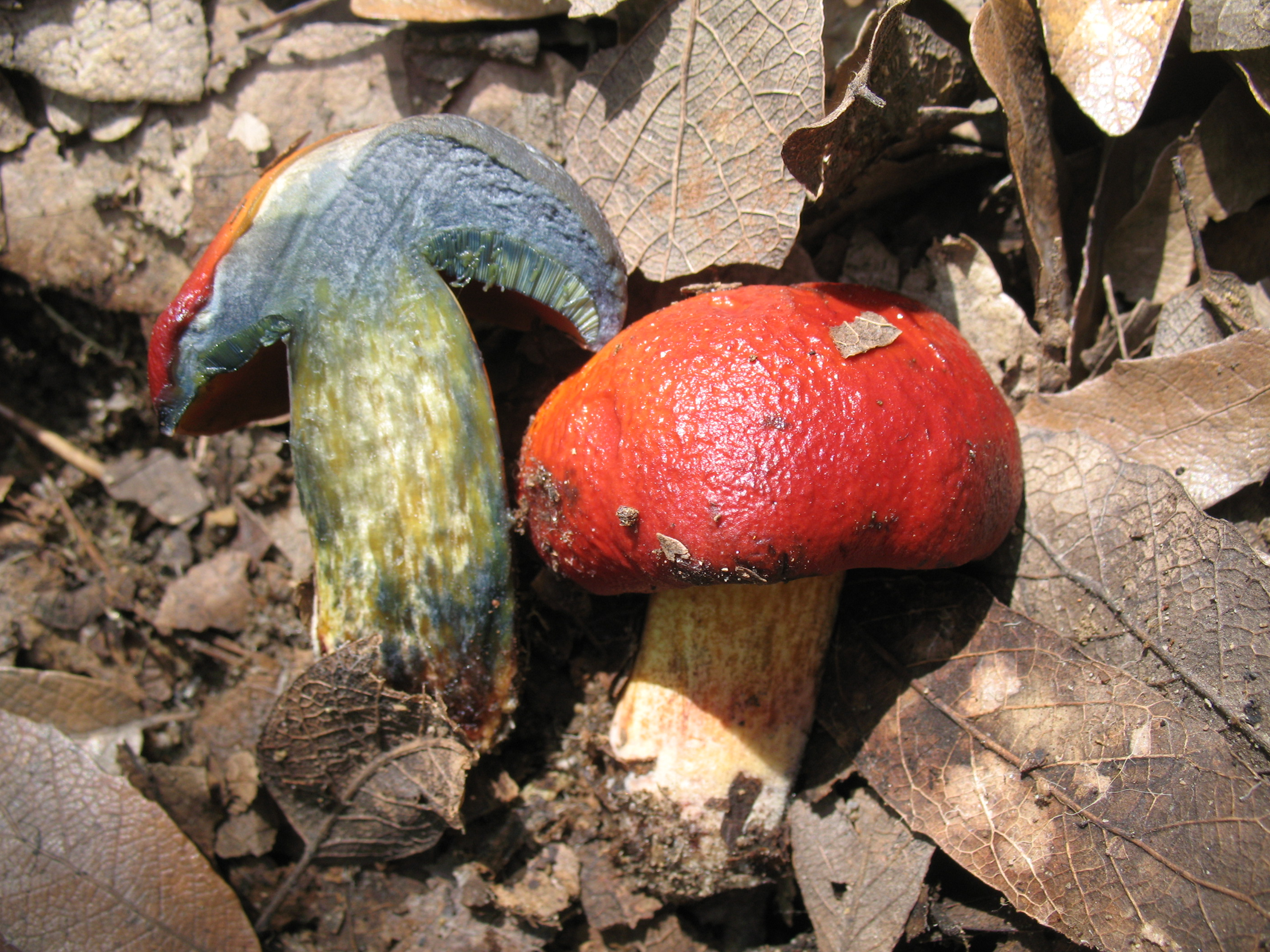
Rubroboletus dupainii
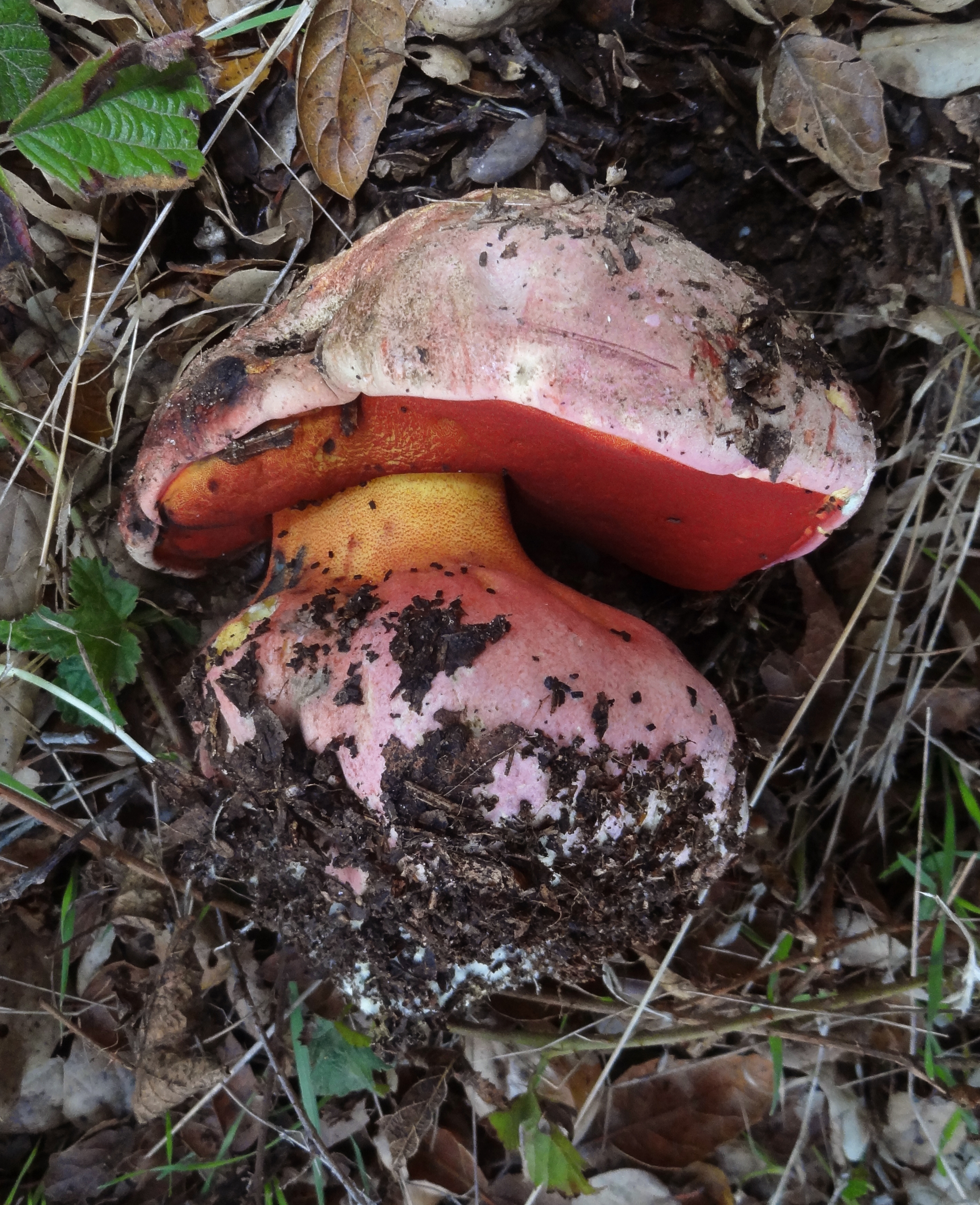
!!Rubroboletus eastwoodiae!!

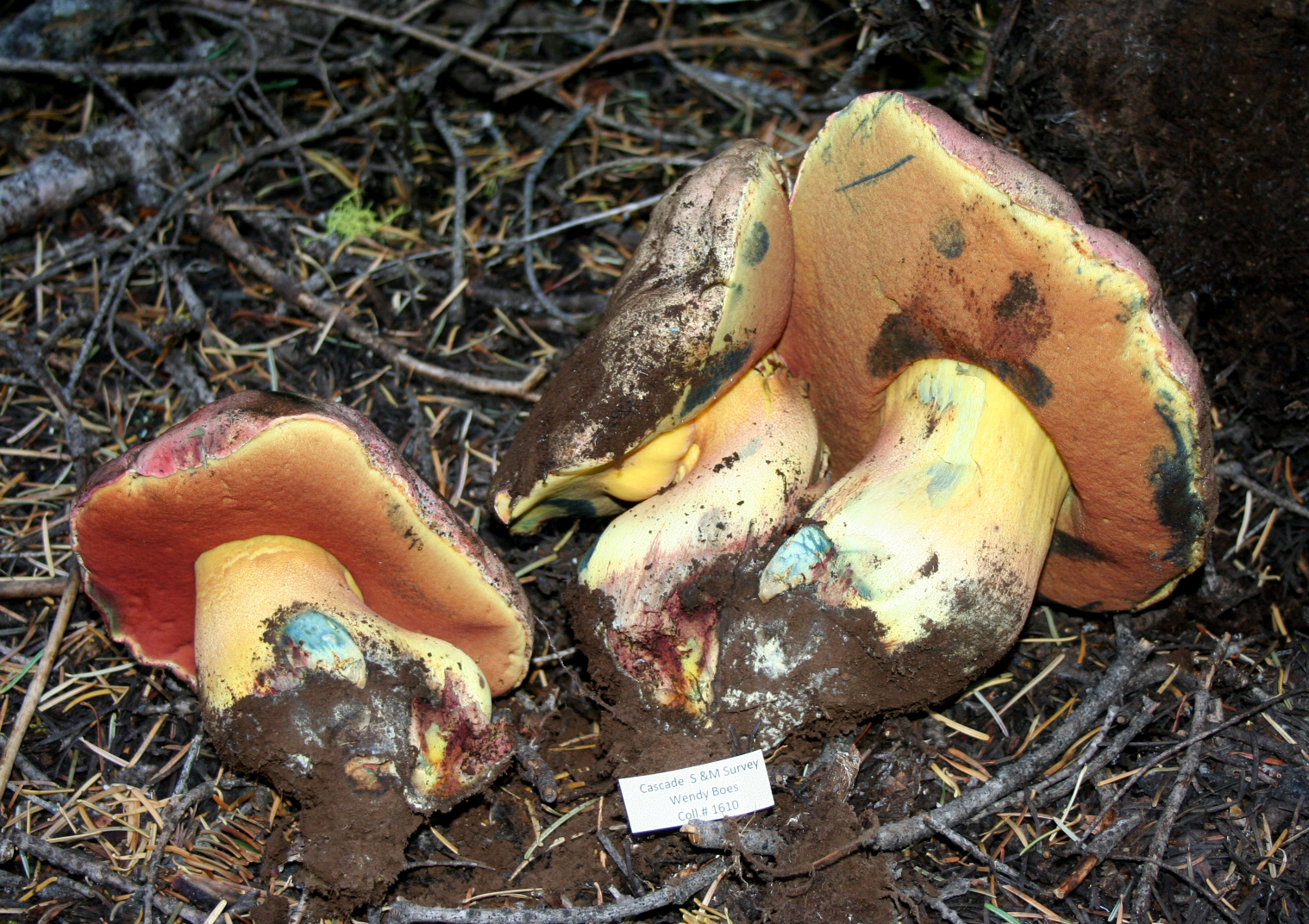
!!Rubroboletus haematinus!!
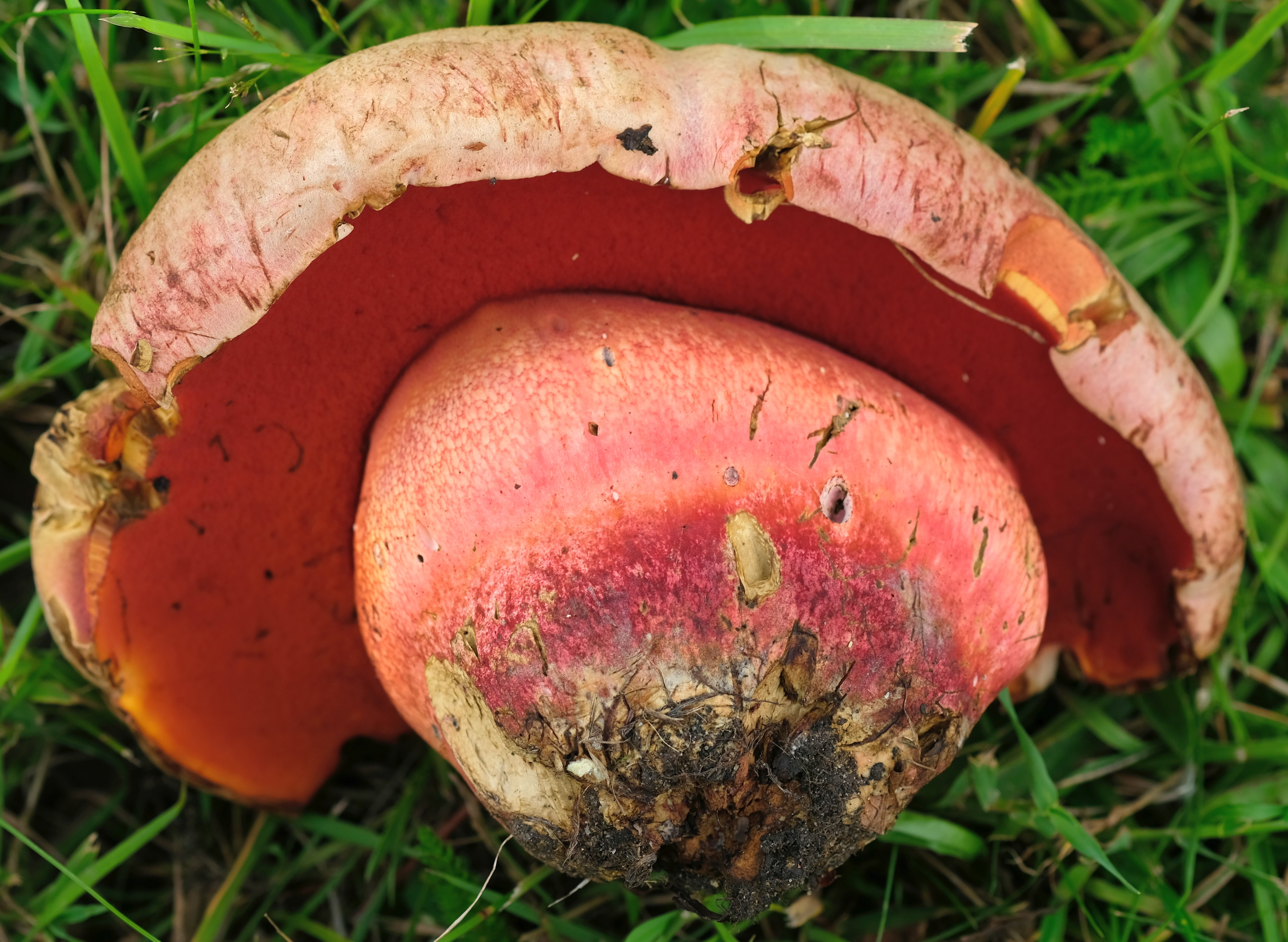
!!Rubroboletus legaliae!!
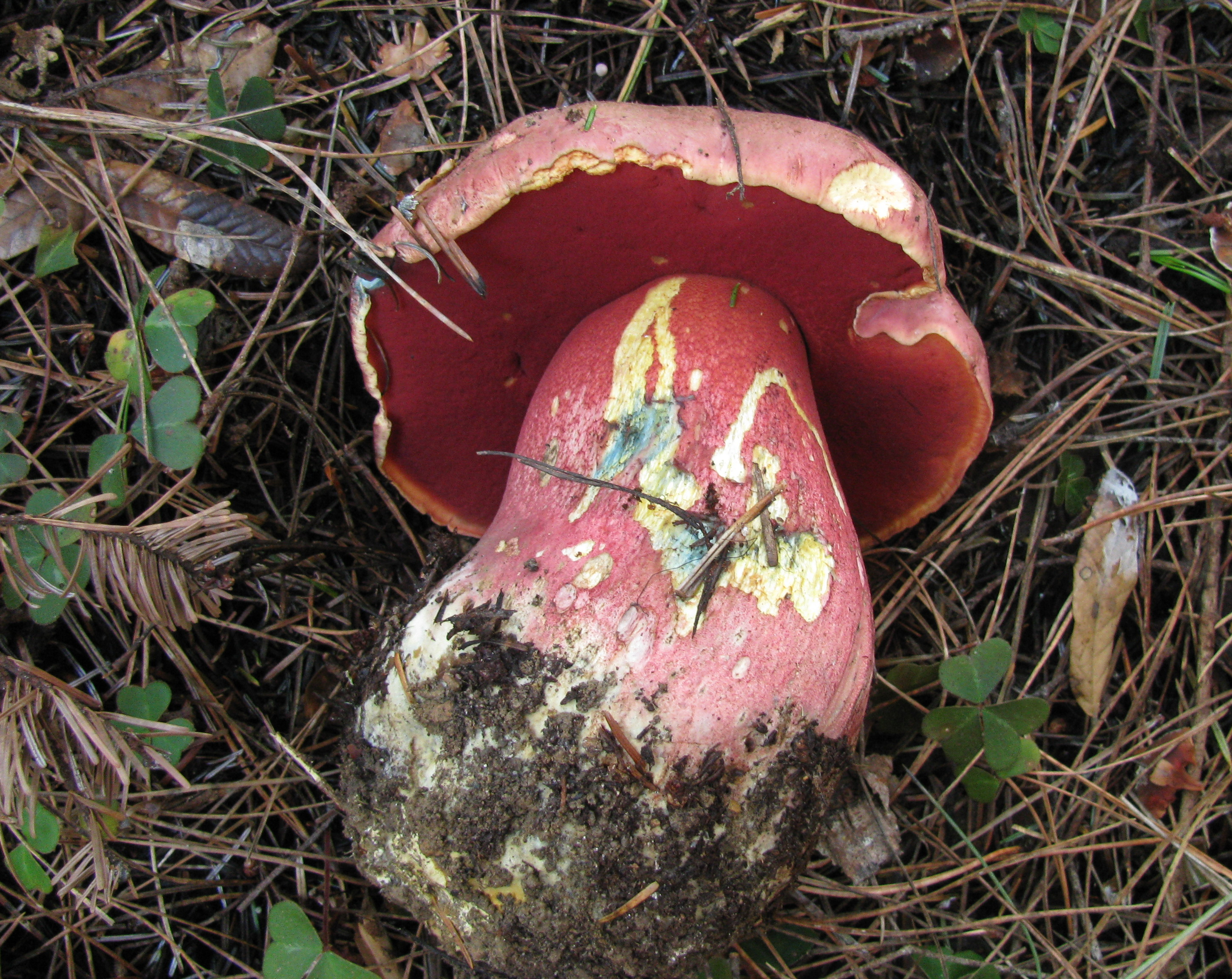
!!Rubroboletus pulcherrimus!!
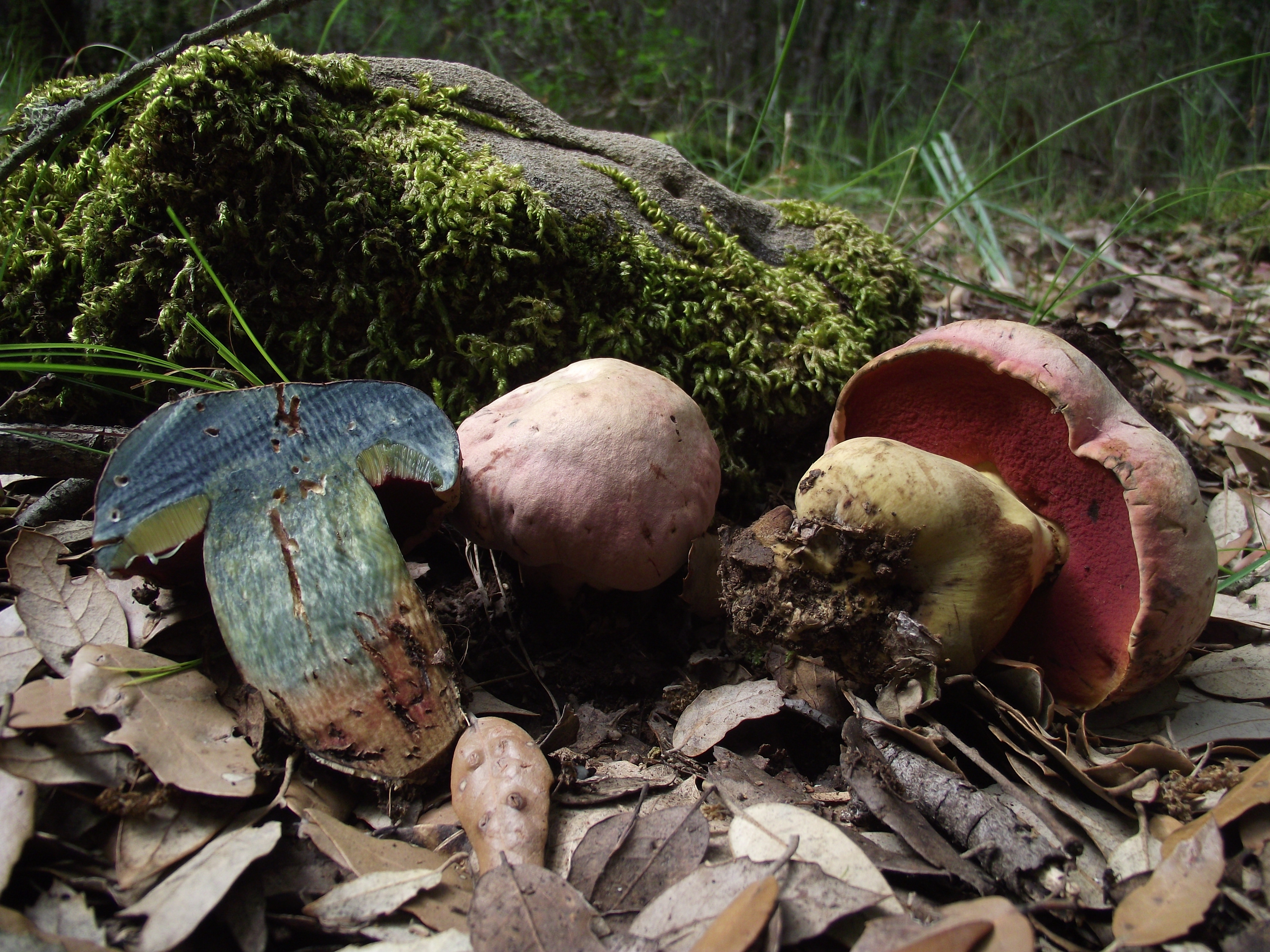
!!Rubroboletus lupinus!!
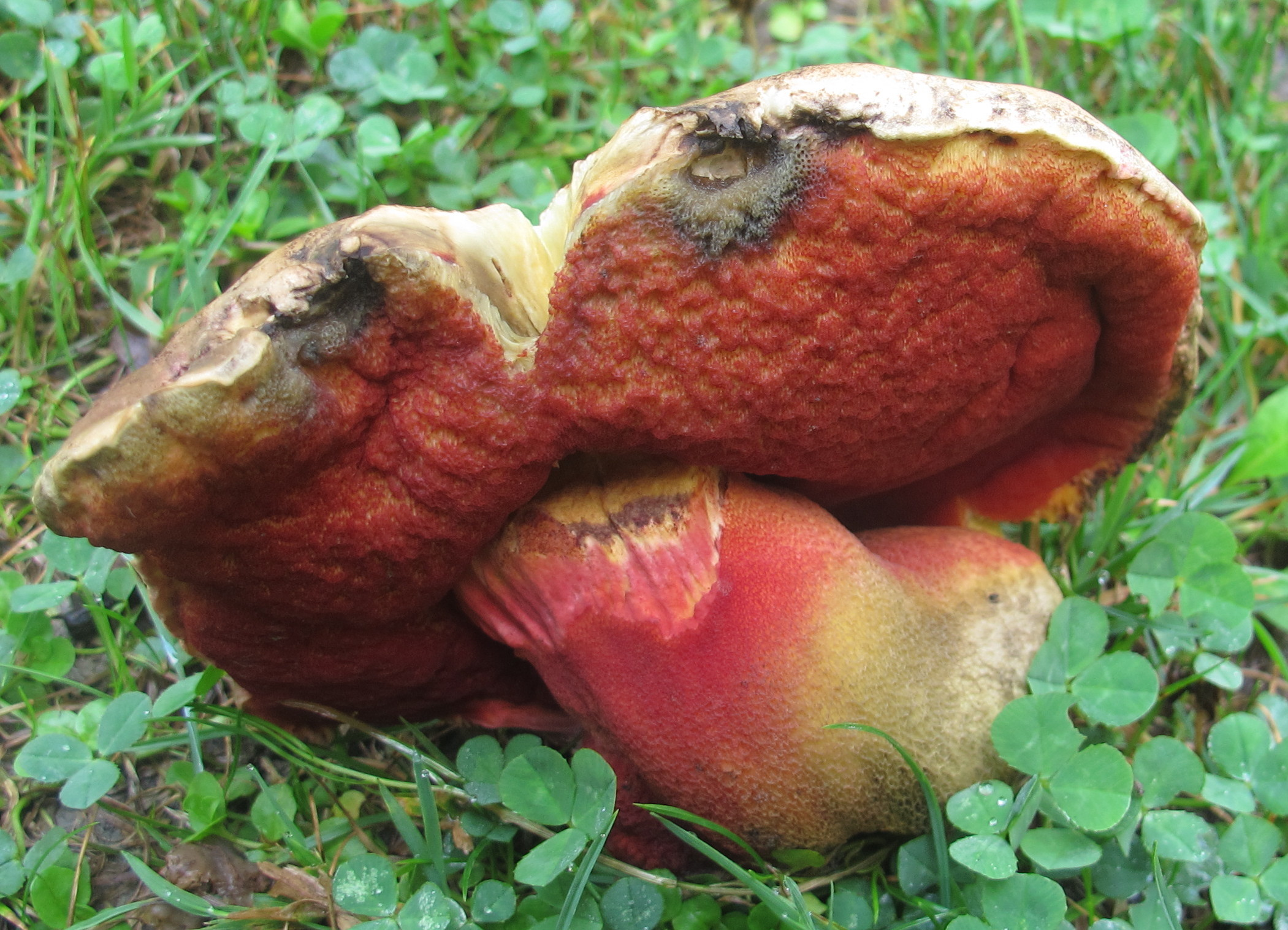
!!Rubroboletus rhodosanguineus!!
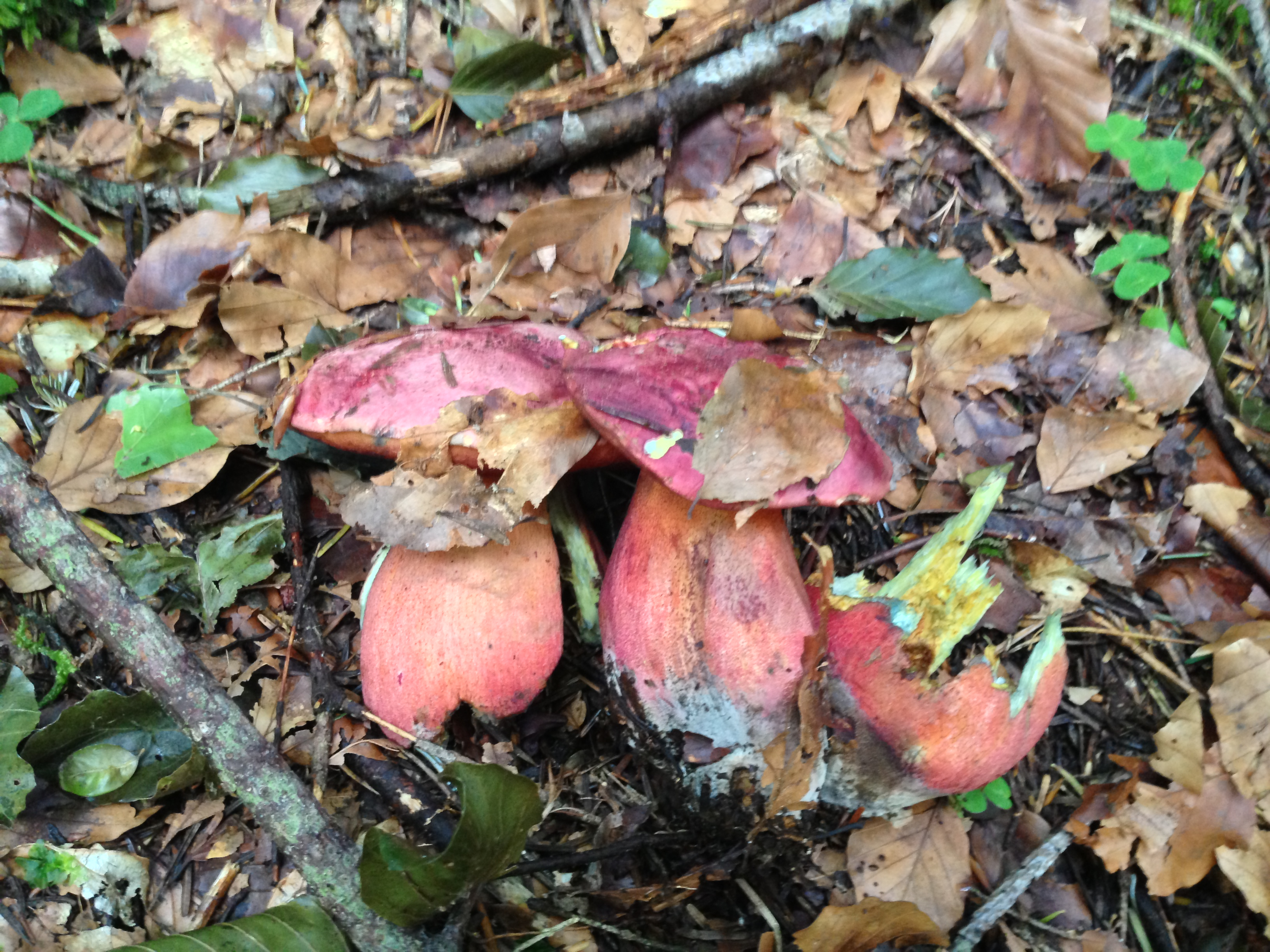
!!Rubroboletus rubrosanguineus!!
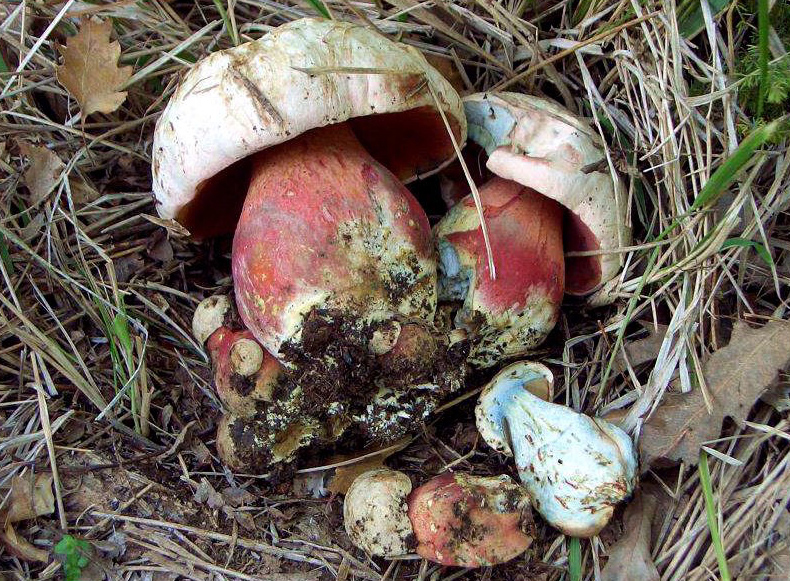
!!Rubroboletus satanas!!

## Valorificare
Fapt este că acest burete cărnos și ferm este ingerat crud în orișice caz destul de toxic. Dar comestibilitatea lui după ce a fost fiert sau prăjit bine a fost și este discutată controvers. Pe când Franz Joseph Kallenbach și Rolf Singer o declară otrăvitoare, mulți micologi, astfel Bruno Cetto, Rose Marie Dähncke, Ewald Gerhard sau Meinhard Michael Moser o văd comestibilă după preparare și de exemplu Hans Laux sau jurnalul micologic Der Tintling o declară necomestibilă. Din păcate, ciuperca seamănă foarte mult cu toxicul Boletus satanas și a fost precis confundată deja cu el. Pe baza enumerărilor de mai sus, specia este indicată în acest articol drept necomestibilă. Consumul nu se recomandă în niciun caz. Mai bine pentru natură este, să fie cruțată și lăsată la loc.